# Автомагістраль A37 (Нідерланди)
Автомагістраль A37 — автомагістраль у Нідерландах. Її довжина становить близько 42 кілометри. A37 повністю розташована в голландській провінції Дренте.
A37 з'єднує місто Хогевен з Емменом і німецьким кордоном (Твіст, Німеччина) поблизу Звартемер. На кордоні дорога продовжується як німецька дорога B402, яка з’єднується з німецькою A31 за кілька кілометрів на схід від кордону.
По всій довжині автостради європейська траса E233 слідує за A37.

## Історія
До 2003 року основним сполученням між Хогевен і німецькою дорогою B402 було двосмугове шосе N37. Того ж року було завершено будівництво автомагістралі на ділянці між розв’язками Хогевен і Голслот. Відтоді ця частина дороги, яка тепер була оновлена з «N37» до «A37», була відкрита для руху. З жовтня 2007 року ділянку, що залишилася між Голслотом і кордоном з Німеччиною, також було оновлено з шосе N37 до автомагістралі A37.